# Batalha de Masoller
A Batalha de Masoller foi uma batalha ocorrida 1º de setembro de 1904 como parte da Revolução uruguaia de 1904. Ela foi a batalha final da revolta de Aparício Saravia, resultando na vitória das forças coloradas.

## Localização e antecedentes históricos
Masoller é um povoado no norte do Uruguai, próximo à fronteira com o Brasil. A proximidade da fronteira brasileira se mostrou significativa para o desfecho da batalha, pois o general blanco derrotado, Aparício Saraiva, retirou-se ferido da batalha e fugiu para o Brasil. As forças coloradas vitoriosas relutaram em perseguir o líder ferido das forças blancas porque resolveram manter o conflito dentro das fronteiras do Uruguai e evitar um incidente com o governo brasileiro. Saraiva morreu de ferimentos no Brasil em 10 de setembro de 1904.
A Batalha de Masoller também marcou a consolidação política da Presidência do liberal José Batlle e, mais amplamente, do Partido Colorado.

## Recurso em obra de Jorge Luis Borges
Essa batalha figura em La otra muerte, conto do escritor argentino Jorge Luis Borges, em sua coletânea O Aleph. A história diz respeito a um certo Pedro Damián, cuja história pessoal inicialmente parece ter sido a de um covarde que fugiu do tiro de canhão na Batalha de Masoller, para sobreviver como um eremita até sua morte quase quarenta anos depois. No decorrer da história, no entanto, o narrador descobre que essa mesma história, de alguma forma, se converteu espontaneamente no conto de um herói que morreu à frente do ataque na mesma Batalha de Masoller em 1904: a ideia subjacente de Borges é que a memória pessoal e histórica é complexa.
La otra muerte aborda a relação entre o presente e a história e a questão de como um único evento pode mudar, ou ser percebido como mudando, um número infinito de destinos. Caracteristicamente, Borges escolheu para esta história um evento militar onipresente interpretado como determinante do curso do Uruguai do século XX.